# Heteropneustes
Heteropneustes – rodzaj słodkowodnych ryb sumokształtnych z rodziny Heteropneustidae

## Występowanie
Wody południowej części Azji (Iran, Irak, Pakistan, Indie, Sri Lanka, Bangladesz, po Laos i Tajlandię).

## Klasyfikacja
Gatunki zaliczane do tego rodzaju:
- Heteropneustes fossilis – długowąs azjatycki[3]
- Heteropneustes kemratensis
- Heteropneustes longipectoralis
- Heteropneustes nani

Gatunkiem typowym jest Silurus fossilis (H. fossilis).